# Magyar Népköztársaság
A Magyar Népköztársaság Magyarország államneve volt 1949. augusztus 20. és 1989. október 23. között. Keletről és délkeletről Románia, északkeletről a Szovjetunió, délről és délnyugatról Jugoszlávia, nyugatról Ausztria, északról pedig Csehszlovákia határolta. Fővárosa és legnépesebb városa Budapest volt. A hidegháború éveiben a keleti blokk államai közé tartozott, tagja volt a Varsói Szerződésnek és a KGST-nek. De facto egypártrendszer, államszocialista típusú tervgazdálkodás és a rendészeti szervek kezében összpontosuló viszonylagosan nagy hatalom jellemezte. Magyarországon ezekben az időkben nem volt végig egyforma a politika, több korszak is világosan felvázolható, két politikus, Rákosi Mátyás és Kádár János nevével mégis összefonódott.

## Története

### Előzmények
A Magyar Népköztársaság létrejöttének történelmi előzménye az úgynevezett „szalámitaktika”, mely során a Szovjetunió támogatásával történt először a jobboldali pártok (elsősorban a Független Kisgazdapárt) belső bomlasztása, majd a baloldali pártok egyesülése. 1948. június 12-én a Magyar Kommunista Párt és a Szociáldemokrata Párt egyesültek, Magyar Dolgozók Pártja (MDP) néven. Az így biztosított baloldali többséggel a kommunisták keresztülvihették több nagy horderejű törvényjavaslatukat, melyek közül a legjelentősebbek az államosítási törvények voltak. Ugyanekkor azonban létrejött a Magyar Függetlenségi Népfront is, mely nem volt más, mint az 1949-es választásokon a pártok indulásának formális eltörlése. Egyetlen szavazólap volt ugyanis, azon felsorolva a jelöltek nevei, s csak annak kellett X-et tennie a lapra, ha nem értett egyet a jelöltekkel. Elméletileg ezen bármely párt jelöltje szerepelhetett, a végül megválasztott képviselők 71%-a azonban MDP-tag volt. Az így megválasztott országgyűlés végül 1949. augusztus 18-án döntést hozott Magyarország új alkotmányának elfogadásáról. Ez gyakorlatilag a Szovjetunió 1936-os alkotmányának szinte egy az egyben történő átvétele volt. A Magyar Népköztársaság története innentől számítható, hiszen az alkotmány értelmében a teljes alkotmányos berendezkedés megváltozott.

### A Rákosi-rendszer

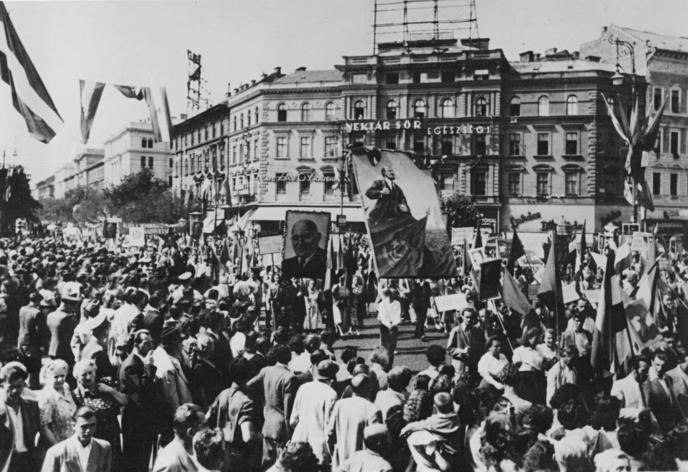
A második Világifjúsági Találkozó felvonulása 1949. augusztus 28-án

A második világháborút Magyarországon végigélő kommunisták szemében a külföldről hazaérkező Rákosi Mátyás tiszteletre méltó politikus volt, köszönhetően a Magyar Tanácsköztársaság fennállása során vállalt szerepének és a Horthy-rendszer alatt az ellene indított bírósági eljárásban való hősies ellenállásnak. Hamarosan kiderült azonban, hogy Rákosi két rossz tulajdonságot is felvett: az egyik az, hogy a korábban ellene elkövetett sérelmek miatt bosszúálló természete lett, a másik pedig a Szovjetunió, és azon belül is Sztálin módszereinek szolgai másolása. A Rákosi-rendszer azért képez önálló részt a Magyar Népköztársaság történetén belül, mert csak erre volt jellemző a személyi kultusz, a koncepciós perek, a beszolgáltatási kötelezettség, az „éberség” jegyében pedig a rendőrállam fenntartása az ÁVH vezetésével.
Rákosi magáévá tette Sztálin két hibás megállapítását is. Az egyik szerint az osztályharc folyamatosan éleződik, mégpedig annál erősebben, minél inkább halad az ország a szocializmus felé. A másik szerint az „ellenség” elsősorban a pártba igyekszik befurakodni, tehát a tisztogatásokra itt van a legnagyobb szükség. Emellett adott volt Rákosi gyanakvása a szociáldemokraták (Marosán György, Szakasits Árpád) és a nála népszerűbbnek látszó fiatal kommunisták (Rajk László, Kádár János) irányában. Mivel a Szovjetunióban és a csatlós államokban is folytak koncepciós perek, többnyire ugyanazzal a témával kapcsolatban (ami Jugoszlávia különutas, renitens politikája volt), Rákosi nem akarta, hogy Magyarország is lemaradjon a kétes dicsőségű folyamatban.

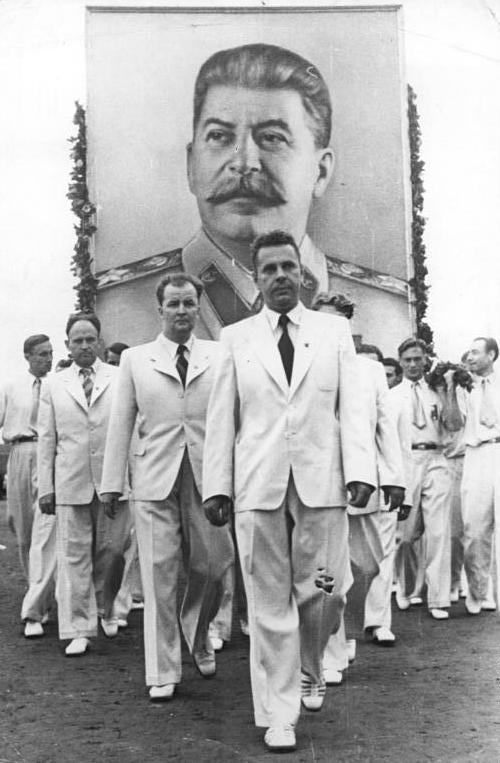
A szovjet küldöttség a második Világifjúsági Találkozón Budapesten, 1949. augusztus 28-án

1949. május 30-án letartóztatták Rajk Lászlót, imperialista kémkedés vádjával, azzal, hogy besúgója volt a Horthy-rendőrségnek, s hogy titokban tárgyalt a jugoszlávokkal a magyar vezetők megöletéséről. Rajkot és társait október 15-én halálra ítélték és kivégezték. Később elindultak a tisztogatások a rendőrségnél is, de folytatódtak a pártban: Szakasitsot, az Elnöki Tanács elnökét házi őrizetbe helyezték, Kádár Jánost pedig börtönbe zárták, szintén koholt vádakkal. Ugyanekkor indult támadás a „kulákok”, azaz a módos parasztgazdák ellen is.
Rákosi Mátyás körül mesterségesen személyi kultuszt alakítottak ki, ami különösen visszataszító volt, főként azért, mert Rákosi köpcös, kopasz ember volt. Fényképét Sztálinéval együtt kifüggesztették minden közhivatalban, ha csak megjelent a filmhíradóban, felállva kellett tapsolni, s úgy nevezték, mint „Sztálin legnagyobb magyar tanítványa”, vagy „népünk nagy tanítója”. A kultusz 1952-ben, Rákosi 60. születésnapján érte el a csúcspontját: életéből kiállítást rendeztek, szobrot mintáztak róla, írók, költők fabrikáltak őt dicsőítő műveket.

Magyarország címere 1949–1956 között
(„Rákosi-címer”)

Ebben az időszakban az ország szocialista átalakulása kettős jelleget öltött. Negatívum volt, hogy az ország, felkészülve egy esetleges harmadik világháborúra, ipari-agrár országgá vált, s emellett a gazdasági tervek teljesítésére, sőt sokkal inkább túlteljesítésére állt be. Ennek egyenes következménye volt a silány minőségű termékek forgalomba hozatala. A termelőszövetkezetek erőszakos létrehozása sem ígért sok jót, mert a gazdálkodási mód sokszor kezdetleges maradt, és nem mindig a hozzáértő emberek kerültek pozícióba. A pozitívumok közé volt sorolható viszont az, hogy az addig szinte mellőzött munkásság és parasztság bekapcsolódása saját sorsának alakulásába, bevezették a szakképzési rendszert, olcsóvá és bárki számára elérhetővé vált a kultúra és a művelődés, s szinte minden faluba bevezették a villanyt.
1953-ban meghalt Sztálin, és a további politikát nem lehetett folytatni. Rákosi azonban megpróbálta eltussolni személyes felelősségét, s „cionista összeesküvés” vádjával ezúttal Péter Gábortól, az ÁVH vezetőjétől szabadult meg. Moszkvában azonban az új vezetés nem nézhette tétlenül a dolgokat. Rákosi megmaradt ugyan első titkárnak, de a miniszterelnöki tisztséget át kellett adnia Nagy Imre részére. Őt viszont 1955-ben lemondásra kényszerítették, s helyébe Hegedüs András lépett, akinek segedelmével Magyarország belépett a szocialista országok védelmi blokkjába, a Varsói Szerződésbe. Rákosi, bár időhúzásra játszott, de 1956-ban végleg mennie kellett, azonban anélkül történt ez, hogy bűneit elismerték volna. Helyére Gerő Ernő került, aki szintén moszkovita volt.

### Az 1956-os forradalom idején
A feszült politikai helyzet, valamint Nyikita Hruscsov nevezetes beszéde a Szovjetunió Kommunista Pártjának XX. kongresszusán (ahol a személyi kultusz bűneit taglalta) halaszthatatlanná tették a magyarországi viszonyok rendezését is. 1956. október 6-án katonai tiszteletadás mellett újratemették Rajk Lászlót és társait. Gerő Ernő és Kádár János ekkor nem tartózkodtak az országban, ahogy Rákosi Mátyás sem. Előbbiek először Kínába látogattak, majd Jugoszláviába a viszonyok rendezése céljából, utóbbi pedig a Szovjetunióban volt. Október 23-án a diákság 14 pontos követeléssel állt elő, ezek között ott volt a szovjet csapatok kivonása, Nagy Imre visszavétele a kormányba, valamint Rákosi Mátyás és Farkas Mihály bíróság elé állítása. Emellett eszmei elvárásokat is megfogalmaztak: szólás- és sajtószabadságot, a Kossuth-címer használatát stb. Az események azonban később elfajultak, s a párt egyáltalán nem volt a helyzet ura. Teljes volt a vezetőségben a fejetlenség és a káosz.
Október 24-ére a felkelők követelései lényegében teljesültek. Október 25-én az MDP Központi Vezetősége leváltotta Gerő Ernőt, és Kádár Jánost bízta meg az első titkári feladatok ellátásával. Ugyanekkor engedélyezték a többpártrendszert, melynek hatására koalíciós kormány alakult Nagy Imre vezetésével. Kádár megpróbálkozott az MDP modernizálásával, de rájött, hogy ebből a pártból semmiképp sem lehet egy akcióképes szervezetet kialakítani. Ezért október 29-én bejelentette az MDP feloszlását, és helyette új pártot alapított, a Magyar Szocialista Munkáspártot (MSZMP). Kezdetben még úgy képzelte, az MSZMP a többpártrendszer „kis, de tisztességes” pártja lehet, később azonban, főként a Köztársaság téren történt vérengzés és Nagy Imre további lépései miatt váratlanul meggondolta magát.
November 1-jén a szovjetek őt és Münnich Ferencet kicsempészték az országból és Moszkvába szállították. Itt felkérték őket arra, hogy vállalják el a „rendteremtést”, s alakítsanak új kormányt, ellenkező esetben Rákosi és Gerő visszatérnek Magyarországra. Kádár elvállalta a feladatot, azzal a feltétellel, ha proklamációjukban kitérhetnek a régi vezetőség felelősségére is. A szovjetek ezt jóváhagyták.

### A Kádár-rendszer
November 4-én a szovjet invázióval egy időben Kádár és Münnich Szolnokon megalakították a Forradalmi Munkás-Paraszt Kormányt, ugyanekkor a Nagy Imre-kormány felbomlott, tagjai pedig elmenekültek. November 6-án a kormány tagjait szovjet kísérettel az Országházba szállították, ahol megkezdték a rend helyreállítását. A harci cselekmények még egészen év végéig kitartottak, de a kormány olyan jelképes gesztusokkal, mint a december 4-i nőtüntetés engedélyezése, fokozatosan igyekezett megnyerni a tömegek bizalmát. Ez azonban nehezen ment. Hogy fenntartsák a rendet, szükség volt egy új szervre is, mivel az ÁVH megszűnt, és egész addigi tevékenységét Kádárék is elítélték. Helyette jött létre a Munkásőrség. A forradalom alatt hatályba léptetett Kossuth-címert 1957-ben cserélték le újra. A történteket eleinte „októberi sajnálatos eseményeknek”, később ellenforradalomnak minősítették.
1957. május 1-jén a kormány kockázatos lépést vállalt: százezres méretű tömegrendezvényt szervezett. Meglepő módon azonban a Hősök terét teljesen megtöltő tömegnek nem voltak ellenséges szándékai. Ugyanebben az időben azonban elkezdődött a megtorlások időszaka. Elsősorban a köztörvényes bűnözőket és a súlyos bűncselekményeket elkövetőket ítélték halálra, a politikai szerepet vállalók túlnyomórészt megúszták börtönbüntetéssel. Fontos kivétel volt Nagy Imre és társai, akiket 1958. június 16-án halálra ítéltek és kivégeztek. Kádárt egész életében kísértette ez a súlyos ítélet.
Nekiláttak a politikai élet megváltoztatásának is. 1958-ban új választások voltak, s így az országgyűlés összetétele kicserélődött. Ugyanekkor kizárták Rákosi Mátyást a pártból, és elérték, hogy 1971-ben bekövetkezett haláláig már ne is térhessen haza. A régi vezetésből egyedül Révai József maradt meg, de ő is csak 1959-ben bekövetkezett haláláig. Kádárnak emellett személyes harcot kellett vívnia Marosán Györggyel is, akinek vehemens, harcias stílusa 1962-re elfogadhatatlanná vált. Marosán ezért elmarasztalásban részesült és kilépett a pártvezetésből.

Magyarország címere 1957–1990 között
(„Kádár-címer”)

1961–1962 körül konszolidálódott teljesen a Kádár-rendszer. Ezekhez az évekhez három fontos momentum fűződik. Először is: véghezvitték, bár erőszakos módon, a mezőgazdaság kollektivizálását és a téeszesítést, amely később jelentős eredményeket tudott felmutatni, s a háztáji állattartás és növénytermesztés engedélyezésével viszonylag szabaddá is vált. Másodszor: megkezdődött az 1956-os cselekményekben résztvevők amnesztiája. Kádár János ekkor hirdette meg szállóigévé vált programját: „aki nincs ellenünk, az velünk van”. A gyakorlatban ez azt jelentette, hogy a rendszer bizonyos fokú szabadságot enged az embereknek, anyagi és egzisztenciális fejlődést, cserébe nem kérdőjelezik meg a rendszer legitimitását, s különösen nem próbálkoznak az erőszakos megdöntésével. Harmadszor: az ENSZ levette a napirendjéről az ún. „magyar kérdést”, a Kádár-kormányt elismerték hivatalos magyar kormányként.
Kádár János 1965-ig maradt miniszterelnök, ekkor adta át pozícióját Kállai Gyula részére. A hatvanas években Magyarország fejlődésnek indult, a hivatalos politika ugyanis az életszínvonal folyamatos emelését tűzte ki célul, főleg azért, hogy ezzel is megelőzzék az 1956-os forradalomhoz hasonló esetleges újabb lázongásokat. Ekkortól jellemezték „gulyáskommunizmusként” Magyarország helyzetét és vált az ország a „legvidámabb barakká” a szovjet tömb országai közül. Kádár megengedett magának néhány merész lépést is. Az egyik ilyen volt, amikor a szocialista táborból egyedüliként méltatta a leváltott Hruscsov érdemeit. A másik egy jóval nagyobb kaliberű változtatás volt: az új gazdasági mechanizmus. A kivitelezést Nyers Rezső végezte, a program része volt az állami vállalatok önállóságának növelése, egyes területeken a hatósági árak eltörlése, és a központilag meghatározott bérrendszer helyett egy rugalmasabb fizetési rendszer bevezetése. A szisztéma 1968. január 1-jén lépett életbe, ám a nemzetközi helyzet változása (csehszlovák helyzet) és az MSZMP úgynevezett „munkásellenzékének” (Biszku Béla, Komócsin Zoltán, Gáspár Sándor) aknamunkája miatt a terv a hetvenes évek elején félbemaradt. A térség helyzetét veszélyeztette a Csehszlovákiában kialakult politikai helyzet. Kádár János és magyar pártdelegációk többször próbáltak tárgyalni a csehszlovákokkal, hiába. Végül ez arra vezetett, hogy Magyarország a Varsói Szerződés csapataival együtt megszállta Csehszlovákiát. Ez volt az egyetlen alkalom, amikor a Magyar Népköztársaság hadserege éles, valódi katonai műveletben vett részt.
A hetvenes évekre a kádári rendszer megszilárdult. 1972-ben Kádár, 60. születésnapjára és nyugdíjazására hivatkozva, le kívánt mondani, ám ehhez az MSZMP nem járult hozzá, így helyben maradt. Az ezt követő évek azonban nem minősülnek egyöntetű sikertörténetnek. 1973-ban bekövetkezett az olajárrobbanás, amelynek hatásai Magyarországra is begyűrűztek, lévén az ország erősen függött akkor is a külföldi nyersanyagtól. Ennek következtében árakat kellett volna emelni, a hivatalos politika azonban az életszínvonal folyamatos emelését alapvető követelménynek tartotta. Ez viszont azzal járt, hogy kölcsönt kellett felvenni külföldről. Visszafizetni azonban az ország az elhúzódó válság miatt képtelen volt, s ezért újabb kölcsönöket kellett felvenni, melyek tovább növelték az államadósságot. A helyzet odáig fajult, hogy 1980-ban az életszínvonal nemhogy nőtt volna, de csökkenni kezdett. Az ország ráadásul a csőd szélén táncolt, amelytől Fekete János közgazdász mentette meg az országot azzal, hogy beléptette a Nemzetközi Valutaalapba. 1989-ig összesen 20 milliárd dollár deficitet sikerült összeszedni.

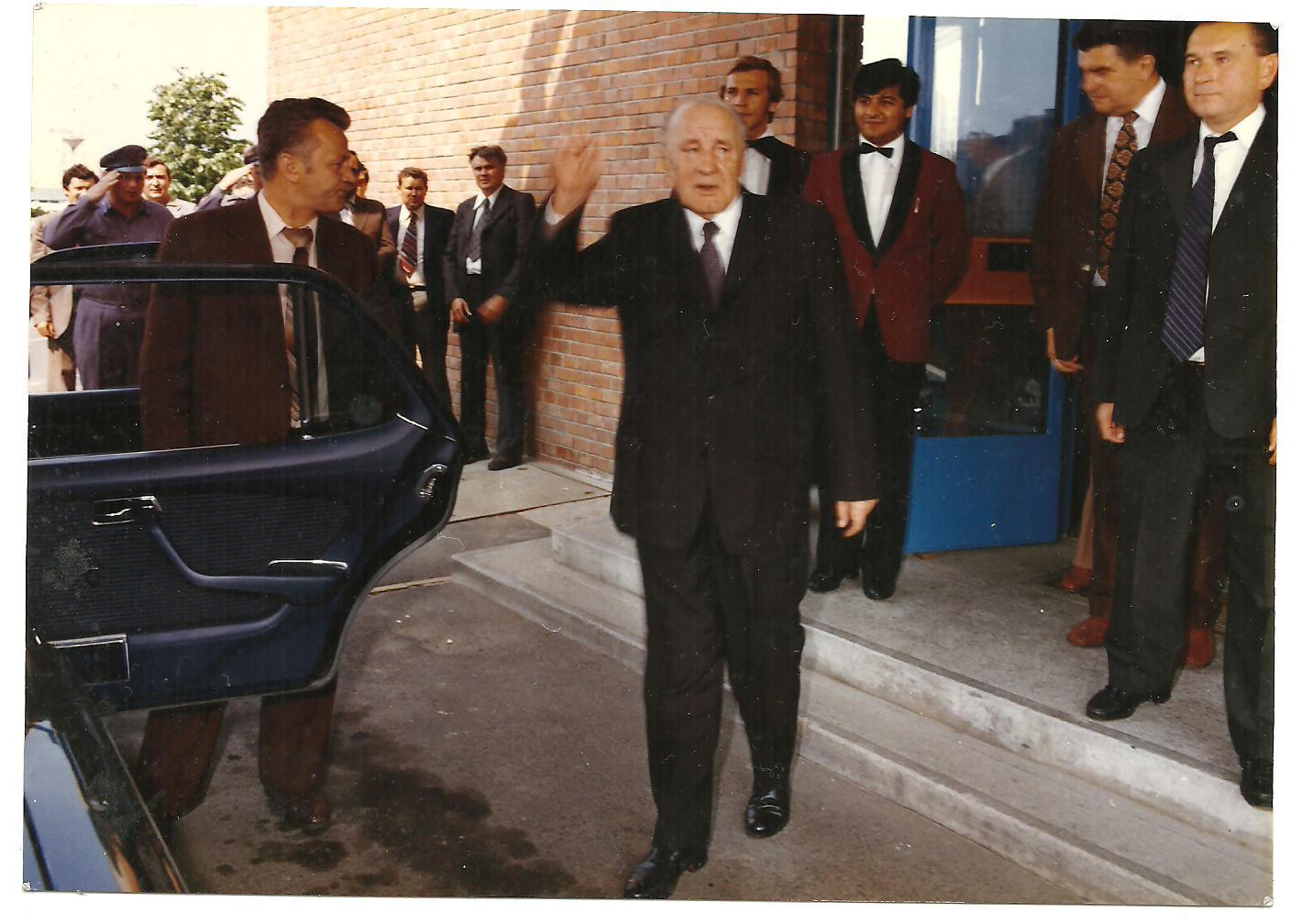
Kádár János látogatást tesz Leninvárosban, 1981-ben

A nyolcvanas években, a fokozódó politikai erjedés kikezdte a rendszert. Kádár János, kora előrehaladtával, már egyre makacsabb, és a változásokkal szemben intoleránsabb volt, mint korábban. Leváltását az MSZMP-n belül is egyre többen felvetették. 1987-től kezdve az ellenzékiek tevékenysége is felerősödött, ahogy Mihail Gorbacsov új, engedékenyebb politikát hirdetett meg. Ebben az évben törvényt hoztak a jogalkotásról, mely döntő jelentőségű volt abban a tekintetben, hogy élesen elhatárolta a döntéshozatali hatásköröket.
1988 májusában leváltották Kádárt (pontosabban a valódi hatalommal nem rendelkező pártelnöki pozícióba helyezték át), a helyére Grósz Károly került. Grósz azonban nem tudta útját állni a politikai változásoknak. 1989 januárjában Pozsgay Imre népfelkelésnek minősítette 1956-ot, ezzel a Kádár-rendszer egyik alappillérét rombolta le. Az idős és beteg Kádár áprilisban egy zavaros, nehezen érthető beszédben elismerte a párt felé az eseményekért való felelősségét. Június 16-án újratemették Nagy Imrét és társait, július 6-án pedig, éppen Kádár halálának napján rehabilitálták őket. Az év végére Grósz kezében nem maradt szinte semmilyen hatalom, az MSZMP pedig nem állt a reformfolyamatok útjába. Október 6-án a párt formálisan megszüntette magát, s létrejött jogutódja, a Magyar Szocialista Párt. Grósz Károly és Berecz János vezetésével azok, akik a kommunista párt hagyományait kívánták folytatni, nekiláttak egy új MSZMP szervezésének, mely csak december 17-én jött létre. Ez azonban már a harmadik Magyar Köztársaságban történt meg, ugyanis 1989. október 23-án Szűrös Mátyás az Országház erkélyéről kikiáltotta a Magyar Köztársaságot, a hatályban lévő alkotmányt pedig a piacgazdaságra és a parlamentáris demokráciára való áttérés jegyében szinte teljesen átírták.

## Államrend
A Magyar Népköztársaság államrendjének kereteit az 1949. évi XX. törvény szabta meg. Az államhatalom tartalma a proletárdiktatúra, célja a szocializmus felépítése. Az alkotmány tényként kezelte, hogy az iparban uralkodóvá vált az állami tulajdon, míg a mezőgazdaságban a szövetkezeteket jelölte meg fő fejlődési irányként.
Az államhatalom legfelső szerveként a négy évre választott parlamentet nevezte meg, azonban összehívni csak évenként minimum két alkalommal rendelte azt. Helyette a szinte folyamatosan ülésező Elnöki Tanács működött, amely többnyire vita nélkül szentesítette a kormány (Minisztertanács) előterjesztéseit, mégpedig törvényerejű rendeletben, amely egy sajátos jogforrás volt. Nem volt ugyanakkor költségvetést ellenőrző parlamenti szerv, és megszűnt a közigazgatási bíráskodás is.
Helyi szervekként az önkormányzatok helyett bevezették a tanácsrendszert. Ez centralizált felépítést mutat, ugyanis a tanácsok az állami szervezetrendszer hierarchiájába épültek be. Megszűnt a községi tulajdon. A tanácsokra vonatkozó szabályok egyébként néhányszor meg is változtak az idők során.
Az alkotmány deklarálta a bírói függetlenséget is. Az ügyészséget a törvényesség legfőbb őreként definiálta, az ügyészségi szervezetrendszer azonban csak 1953-ban jött létre.
1972-ben azonban átfogó alkotmányreformra került sor, melynek fő indítéka az új gazdasági mechanizmus és nemzetközi kötelezettségvállalások voltak. Deklarálták az állami és a szövetkezeti tulajdon egyenrangúságát, alkotmányba foglalták az emberi jogok tiszteletben tartásának kötelezettségét, bővítették az Elnöki Tanács hatásköreit, valamit négy évről öt évre emelték fel az országgyűlés mandátumát.
A nyolcvanas években is történtek változások. 1983-ban létrejött az Alkotmánybíróság elődjének tekinthető Alkotmányjogi Tanács, 1985-ben pedig megreformálták a választási rendszert, s lehetővé vált a többes jelölés.

## További információ
Feitl István: Az államszocialista korszak álparlamentje. Budapest, Országház Könyvkiadó, 2019.